# Alaxala Networks
Alaxala Networks Corp. (アラクサラネットワークス株式会社, Arakusara Nettowākusu Kabushiki-gaisha) (アラクサラネットワークス株式会社, Arakusara Nettowākusu Kabushiki-gaisha?)comumente conhecida com sua marca Alaxala, é uma empresa Japonesa com sede em Kawasaki, Kanagawa, Japão, que oferece produtos de suporte de hardware de rede. 